# Jämtland under krigstiden
Jämtland under krigstiden behandlar historien i landskapet Jämtland från 1500-talets början till och med 1700-talet. Redan efter att Kalmarunionen upphörde gick Jämtland från att vara en centralt belägen region i unionen till att bli ett gränsområde mellan Sverige och Danmark-Norge. Genom Jämtland kunde såväl Sverige som Danmark-Norge dela den andres rike i två delar.

## Bakgrund
När Kalmarunionen upplöstes var Norge fortfarande för svagt för att hävda sig i Norden och förenades med Danmark år 1536. I samband med det utropades Norge som en dansk provins. Uppdelningen var för Jämtland mycket olycklig, återigen intog man ställningen som ett gränsområde; en Jamtar váru mjök alls í millum — men jämtarna voro midt emellan, som Snorre Sturlasson skrev redan på 1200-talet. Jämtland kom emellertid inte direkt under den danska kronan som Norges Atlanthavsöar gjorde. Jamtamotet utvecklas i början av 1500-talet till ett danskt landsting.
Ända sedan Gustav Vasa tog makten i Sverige sökte han att utöka sin egen makt. Redan 1523 ville han att jämtarna skulle alliera sig med honom, men han blev nekad. När Martin Luthers reformation drog igång runt om i Europa var Vasa inte sen med att utnyttja situationen. I Västerås 1527 tvingas prästerskapet acceptera att Vasa och adeln fick rätten att konfiskera kyrkans skatter. Övergången till protestantismen skedde genom reformatorn Erik Andersson, men i Tröndelagstrakterna var man inte benägen att byta religion, sluta dyrka helgonen och stoppa pilgrimsfärder. Från Trondheim stred i flera år ärkebiskopen Olav Engelbrektsson för katolicismen, men förlorade och flydde Norge. I Offerdal revs de sista katolska kapellen så sent som 1622. Gustav Vasa tog kontroll över kyrkan och Jämtland hade två kungar över sig, i politisk hänseende lydde man under den danske kungen och i kyrkligt hänseende lydde man nu även under den svenske. Gustav Vasa försökte att hävda kyrkans (alltså hans eget) intresse i landskapet. Den svenska kyrkans makt i Jämtland var emellertid mycket låg och strikt reglerad av tidigare dansk-norska kungar. Han gav upp sina planer och det rådde ingen konflikt om Jämtland efter 1540-talet. Istället försökte han att dra nytta av Jämtland ekonomiskt. Jämtarna tvekade inte att till sin egen fördel använda positionen mellan Norge och Sverige. Ömsom klagade man till kyrkan, och ömsom till kungen. Eftersom Jämtland var fattigt på svenska mynt beordrar Gustav sina män att köpa upp varor som jämtarna sålde, främst skinn. Han tappade dock efter en tid intresse för detta och förbjöd jämtarna att bland annat köpa koppar ifrån Sverige 1551. På grund av handelsregleringarna riktade sig jämtarna allt mer västerut.
År 1561 bad jämtarna Fredrik II om att få betala sin skatt såsom man alltid hade gjort med hermelinskinn och pengar, vidare ville jämtarna få in lite danska mynt i landskapet, som det nu rådde brist på, annars kunde man enbart betala med svenska mynt.

## Nordiska sjuårskriget
Den 13 augusti 1563 förklarade Danmark och Lübeck krig mot Sverige och det Nordiska sjuårskriget inleddes officiellt. Inofficiellt visste bägge parter att kriget var oundvikligt långt tidigare på grund av personlig spänning mellan de nytillträdda kungarna Erik XIV och Fredrik II. Tidigare under sommaren hade man från dansk sida försökt att förmå jämtarna att ta värvning, men någon krigstjänstgöring ville inte jämtarna göra. Så istället försökte jämtarna genom åtta tingslag förmå länsherren Evert Bildt att inleda fredsförhandlingar mellan kungarna för att avbryta kriget, i gengäld blev han lovad hermelinskinn. I reaktion på oviljan hos jämtarna att kriga sände Fredrik II den 7 september ett påbud om att de var pliktskyldiga enligt norsk lag att strida och att de skulle bli bestraffade om de vägrade igen. Samma månad intog 2 000 svenskar Jämtland som ju inte hade något nämnvärt försvar. Erik XIV hade givit sina trupper order om att "ströva, plundra och ihjälslå allt det de kunna" om jämtarna vägrade att svära en trohetsed till honom, eftersom det var bättre att Jämtland var ödeland än fiendeland. I rädsla av plundringar svor jämtarna Erik trohet i november.
Länsherren Evert Bildt drev raskt ut svenskarna från Jämtland-Härjedalen och en ny trohetsed, den här gången till Danmarks kung avlades i januari. En mindre styrka var tänkt att placeras i Jämtland som skydd, men jämtarna vägrade att ha militära trupper i landskapet. Jämtland låg således öppet och eftersom Älvsborg och Sveriges enda kontakt med Västeuropa föll i danska händer satsade kung Erik på att utvidga den "svenska midjan". I februari 1564 tågade Claude Collart in från Medelpad med 4 000 man. När de nådde Frösön brände de ned kungsgården. Svenskarna fortsatte vidare och tog även Steinvikholmen. Mindre uppror från bönderna slogs ned av Collart. Trönderna tvingades avlägga en ed till den svenske kungen, jämtarna svor återigen Erik trohet i mars. De visade ingen lojalitet mot vare sig den svenske eller den danske kungen och trohetsbrottet blev ett sätt för jämtarna att överleva. Under svenskarnas närvaro i Tröndelag så skändades Sankt Olavs grav och Nidarosdomen användes som stall. Delar av den svenska truppen blev sedan hemskickad och en annan del fortsatte norrut mot Hålogaland. I Bergen samlades däremot en norsk här och började återta landet svenskarna ockuperat. Det tog inte lång tid innan allt hade blivit återtagit, allt förutom Jämtland och Härjedalen. Collart tillfångatogs och sändes till ett fängelse i Köpenhamn. Ett nytt svenskt försök att ta Tröndelag gjordes under hösten samma år men misslyckades. 

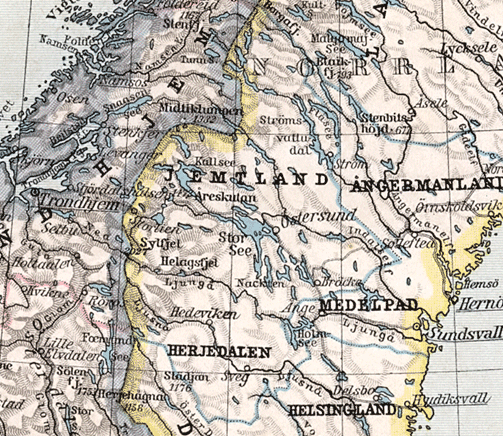
Jämtland - landet mitt emellan, till såväl Bottenhavet som Norska havet är det bara ett tiotal kilometer, vilket har gjort att landskapet ofta varit ockuperat. Karta från 1905

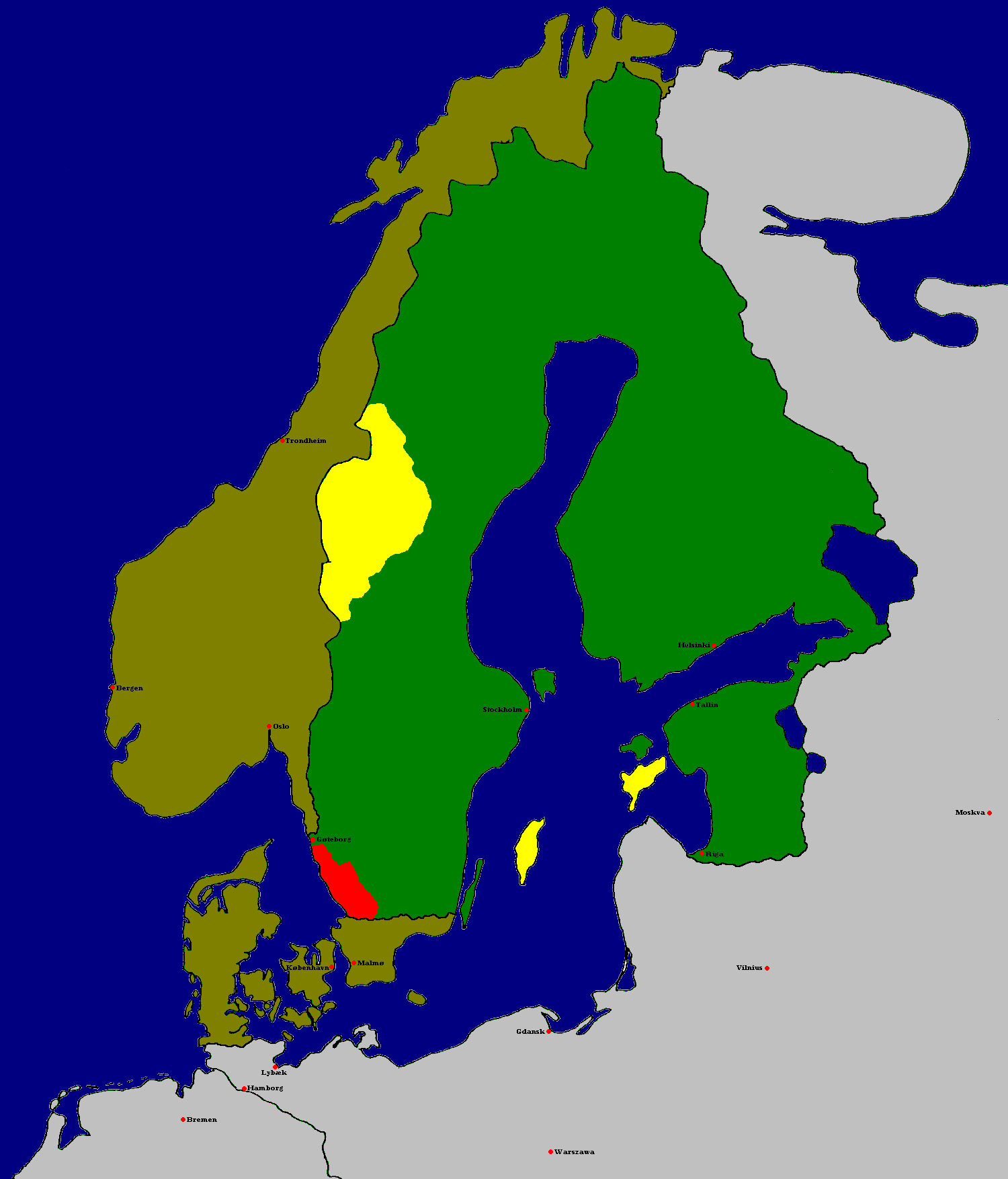
I och med Freden i Brömsebro avträddes Jämtland till Sverige

Under ockupationen tillsattes svenska fogdar och även en svensk lagman i Jämtland. Erik XIV lovade jämtarna att skatterna inte skulle ändras. Plundringarna och härjningarna tog emellertid hårt på befolkningen och när Sverige ville tvångsrekrytera jämtar som knektar 1566 flydde många till Norge, de ville varken strida på den danska eller på den svenska sidan. Ett år senare hade över 300 gårdar lämnats öde. Jämtland militariseras under ockupationen och den ringa befolkningen tvingas föda en stor svensk armé. Från jämtarnas sida gjorde man så lite som möjligt för att inte provocera ockupanten. År 1569 återerövrades Jämtland av norska styrkor ledda av Christian Munk, därefter återtog svenskarna kontrollen, sedan norrmännen och därefter svenskarna igen, allt inom loppet av ett år.
När kriget var över återlämnades Jämtland till Norge och Danmark i december 1570. Resultaten av freden i Stettin innebar att Sverige avsade sig alla anspråk på Jämtland och att provinsen överfördes till Nidaros stift, i kyrkligt hänseende. Det gamla jämtska sigillet avskaffades och man erhöll ett nytt 1575, en sköld med två Olavsyxor på. Västerhus kapell blev en dansk skola 1578 men lades senare ned, samma år är Jämtland för första gången representerad på Herredagen i Trondheim. Jamtamot förbjuds av Kristian IV i led med den danska statsmoderniseringen. Tinget fortsätter emellertid att hållas i hemlighet i skydd av Gregoriemarknaden. Men det är först 1597 som en aktiv politik förs för att knyta Jämtland allt närmare Norge och Jämtland blir senare en del av Trondheims län och delar lagman med trönderna.

## Hannibalsfejden
Torstensons krig startades 1643 och varade i två år till 1645. En svensk offensiv mot Jämtland inleddes 1644 ledd av Henrik Klasson Fleming med 3 000 man från Hälsingland och Västerbotten. Eftersom Jämtland var svårt att försvara drog sig Trondjems regemente under ledning av Jacob Ulfeld tillbaka. Strider förekom runt om i Jämtland men de svenska trupperna stod till sist som segrade och jämtarna svor en svensk trohetsed den 20 mars 1644. Svenskarna började restaurera skansar, varav en i Mörsil. Men den svenska ockupationen gick mycket dåligt. Ulfeld hade uppehållit sig i fjälltrakten där han reorganiserade sitt manskap bestående av främst jämtska bönder och i mitten av maj drog Norges ståthållare Hannibal Sehested in i Jämtland. Vid Kristi himmelsfärd bjöd en jämtsk bonde, Olof Svensson halva Mörsils skans besättning till ett gästabud på sin gård i Bye. Efter att festen hade pågått ett bra tag gick jämtarna obemärkt ut och signalerade till norrmännen som låg i bakhåll. Samtliga 50 svenskar som hörsammat inbjudan miste sina liv. En liknande händelse skedde i Alsen där 20 svenskar lönnmördades. De dansk-norsk-jämtska styrkorna intog snabbt Mörsils skans och avancerade in mot Frösön. Den 10 augusti var Jämtland helt i danska händer igen. Kriget fortsätter och den sista striden under hela kriget, Slaget på Bysjöns is, den 22 december resulterade i dansk seger. Men vid fredsförhandlingarna krävde Sverige att få Skåneland, danskarna vägrade och en kompromiss antogs i Brömsebro. Resultatet av den kompromissen var att Jämtland nu blev en del av Sverige.

## Karl X Gustavs första danska krig

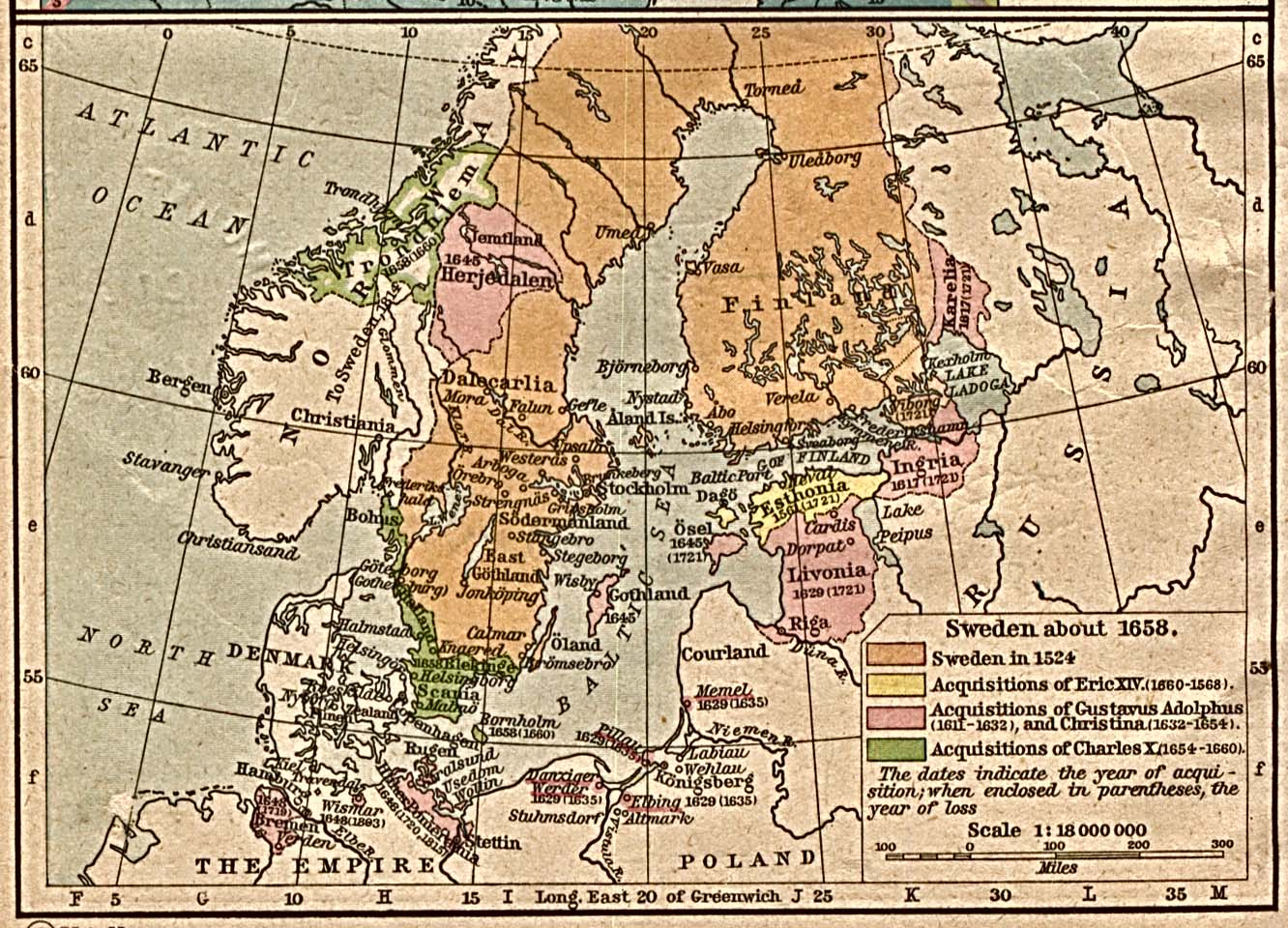
I och med Freden i Roskilde återförenades Jämtland och Tröndelag i Trondheims län, föreningen varade dock enbart i två år och Tröndelag blev åter danskt efter Karl X Gustavs andra danska krig.

Karl X Gustavs första danska krig utbröt den 5 juni 1657 när Danmark förklarade krig mot Sverige. En norsk här ledd av Jörgen Bielke erövrar först Hjerpe skans vid Järpen och fortsätter därefter vidare mot Frösön där Frösö skans belägras. Efter två månader faller försvaret på skansen och den 19 november låg Jämtland än en gång i norska händer. Norrmännen ses som befriare och prästerna förser mer än frivilligt norrmännen med mat varvid misstankar väcks mot vissa eftersom de ansågs ha kunskap om att en norsk här var antågande men låtit bli att rapportera detta. Den svenske landshövdingen hävdade även samma år att "jämtarna av den infödda sorten är lika norska som de som bo i Norge". När Stora Bält frös till is marscherade Karl X Gustav över sundet och freden i Roskilde slöts varvid Jämtland återlämnades till Sverige.

## Skånska kriget

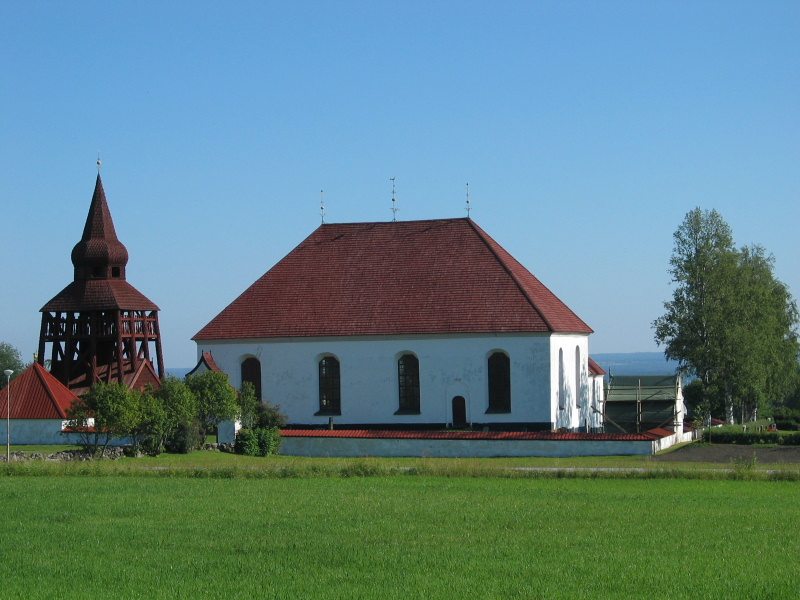
Vid slaget vid Ovikens gamla kyrka stred de svenska dragoner som återstod ända in på natten, de som inte dog i striden togs till fånga när norrmännen stormade kyrkogården. Sammanlagt togs runt 400 svenskar tillfånga

År 1677 under skånska kriget blev Jämtland återerövrat av Danmark-Norge. Misstron mot det svenska styret var väl utbrett i provinsen. När ryktet nådde landshövding Carl Larsson Sparre om en norsk mobilisering på andra sidan Kölen sökte han stöd hos Jämtlands befolkning. Han blev lovad manskap, hästar och båtar. Men när han väl behövde detta så hade jämtarna gömt sina båtar, tagit med sig sina hästar och flytt till skogs. Förbittrad över jämtarnas "otrohet och Skälmstycke" utlyste Sparre ett nytt möte, men enbart en äldre herre kom dit. Sparres källor i landskapet försåg honom hela tiden med bristfällig information och när 2 000 norrmän hade kommit in i Jämtland så visste inte svenskarna om det.
Slaget vid Ovikens gamla kyrka ägde rum den 16 augusti då en norsk här ledd av Georg Christian Schultz anföll den svenska hären ledd av Carl Rutencrantz. Innan själva stridigheterna började vägrade samtliga jämtar i den svenska hären att strida och slängde därför sina vapen och gick över till motståndarna för att bistå deras egentliga landsmän. Striden tog slut samma dag och norrmännen och jämtarna stod som segrare.
Samtidigt drev den andra norska hären Sparre bort från Frösön. Allt svenskt artilleri konfiskerades och när Sparre fick lärdom om Rutencrantz förlust i Oviken retirerade han. Sparre hade för avsikt att bränna ned bron vid Gällö över Gimån, när han väl anlände hade jämtar redan bränt ned den och den 17 augusti fick han således skeppa sina män över. Jämtarna i östra Jämtland började bedriva snapphaneverksamhet mot Sparre och hans retirerande manskap som bestod av över 1 700 soldater. Den 20 augusti var Jämtland återigen norskt och återerövringen hade enbart tagit fyra dagar. Nidvisan bondpojken Fastesson skrev samma år sjöngs därefter runt om i Jämtland och norrmännen hälsades som befriare.
| ”                                      | Vii hafva nu lefft uti 30 åhrs tijdh allt under Sveriges chrona uti strijdh och tyrani ingen persohn att skona. Tiig vari priss o Gudh, vår vän, som gaf oss danske kungen igen med gledie. | „ |
| – Sista versen från Fastessons nidvisa | |   |

Snapphanekriget fortsatte emellertid och svenska myndigheter utlyste en belöning på 20 riksdaler till den som tog en levande snapphane i Jämtland och fem riksdaler till den som dödade en. En medalj gjordes till äran av segern och för att fira återerövrandet av det tidigare norska landskapet. Från svensk sida skylldes allt på Sparre som den 3 november avsattes av Karl XI och Johan Fleming blev ny landshövding. Fältmarskalken Henrik Horn fick ansvaret över armén och beordrades att beskydda Norrland från Stockholm. Horn samlade männen i Medelpad men han inte bege sig söderut förrän nyheten nådde honom att norrmännen hade lämnat Jämtland då franska skepp hotade Tröndelag. Horn tågade in i Jämtland och fick i uppgift av kungen att undersöka förräderiet jämtarna gjort sig skyldiga till. I december samlades prästerskapet och lokala ombud till förhör. Horn fick reda på att en hemlig allians mellan Jämtlands socknar och norrmännen hade knutits, ratificerat genom socknarnas lokala sigill. Jämtarna fruktade hårda straff men i förhållande till hur bestraffningarna blev i Skåneland var straffen milda.

### Fotnoter
1. ↑  Hemskringla Saga Hákonar góða, 14. Bygging Jamtalands ok Helsingjalands.
2. ↑  Brattbakk, Jemtland i nordisk politikk 1519-1540 sid 48
3. ↑  Diplomatarium Norvegicum (volumes I-XXI) — Wij maathe then wttgiiffue y Hermelynn och rette peninge effther gamble sedwennio och ath Wij maathe faa etthirs naadis mynth hiid y Landit faardj ath her er Jnnthiid Andit ennd Swensk mynth y Landit, Helliir och ath etthiirs naade wille werdis annamme samme Swenske mynth y waar aarlige skatt
4. ↑  Bromé, Jämtlands och Härjedalens historia D. 2 1537-1645 sid 90
5. ↑  Lange, Norske Rigs-Registranter tildeels i Uddrag Bind I (1523-1571) sid 386
6. ↑  Bromé, Jämtlands och Härjedalens historia D. 2 1537-1645 sid 100
7. ↑  Rentzhog, Jämten 1995 Länk till artikeln på Internet
8. ↑  Bull, Jemtland og Norge sid 228

### Webbkällor
- - Torps hembygdsförening. ”Strid mot norrmän och jamtar i kriget mellan Sverige och Danmark-Norge åren 1644 -1645”. Torps Hembygdsförening i Medelpad. Arkiverad från originalet den 24 augusti 2010. https://web.archive.org/web/20100824010016/http://www.torpshembygd.se/krig_mot-jamtar.html. Läst 11 december 2007.